# 松丸友紀
松丸 友紀（まつまる ゆうき、1981年〈昭和56年〉5月13日 - ）は、プロダクション人力舎所属のフリーアナウンサー。元テレビ東京アナウンサー。

## 略歴
東京都出身。江戸川区立西小松川小学校、嘉悦女子中学校・高等学校、青山学院大学文学部フランス文学科卒業。大学在学中の2002年、「日本さくらの女王選出大会」（日本さくらの会主催）にて「さくらプリンセス」に選出される。「さくらの親善大使」として桜の植樹祭など、国内外の各種イベント・自治体の記念式典に列席、地方自治体への表敬訪問を行った。2004年、テレビ東京へ入社。同期のアナウンサーは滝井礼乃、増田和也。
2013年12月27日、数日後に競輪選手の新田康仁（静岡支部所属）との結婚を発表。2017年1月3日、第1子妊娠を発表。同年5月9日、第1子男児を出産。 2024年6月末をもってテレビ東京を退社し、プロダクション人力舎に所属することを発表。

## 出演番組

### フリー転向後

#### テレビ
- ゴッドタン（テレビ東京） - テレビ東京アナウンサー時代より引き続き出演。
- THE TIME,（2025年1月・4月 - 、TBS） - 1月は月曜マンスリーレギュラー[13]、4月以降は水曜レギュラー[14]（6月は水曜・金曜レギュラー）。
- バンクを駆けろ（2024年12月 - 2025年3月、テレビ静岡） - ナレーター[15]

#### ウェブラジオ
- 松丸友紀ボイスサンプル（2024年9月 - 、GLOWDIA Podcast）[16]

### テレビ東京アナウンサー時代

#### テレビ東京
- Ya-Ya-yah
- みんなとてれと
- ぐるはぴっ! - 不定期出演
- WRC世界ラリー選手権 - 不定期出演
- 歌謡リクエスト - 不定期出演
- ワールドビジネスサテライト（2004年10月 - 2011年9月） - 「トレンドたまご」担当。2007年4月 - 2008年9月には経済リポーターも兼務していた。
- やりにげコージー「セイジショッピング」（2005年3月2日）
- スポ魂!（2005年7月 - 2007年4月）
- ゴッドタン（2005年10月 - 12月、2007年4月 - 2017年4月、2018年10月 - ） - MCエンジェル
- ココリコミリオン家族 - ディーラー
- FILM FACTORY - 監督業に挑戦。
- 速ホゥ!（2006年7月3日 - 2007年3月30日）
- プロモ惑星運気予報 - スターナちゃん 役、ホシミコちゃん 役（声優出演）
- メガスポ!（2007年4月 - 2008年9月）
- 東京☆女子アナクルーズ（2008年4月 - 9月）
- 出没!アド街ック天国（2008年7月12日） - 鉄道博物館中継リポーター。
- 日経スペシャル カンブリア宮殿（2008年9月29日・10月6日・2009年3月2日・4月6日） - 小池栄子に代わって司会。
- 相談バカ一代（2008年12月30日・2012年1月3日） - 進行役
- 世界を変える100人の日本人! JAPAN☆ALLSTARS（ - 2010年9月17日）
- 田勢康弘の週刊ニュース新書 - ニュースコーナー担当。
- 世界卓球2009デイリーハイライト（2009年4月28日 - 30日、5月2日 - 4日）
- 第40回夏祭り にっぽんの歌（2009年7月3日） - アシスタント。
- 火曜エンタテイメント!「富士山が見たい!初心者におススメ!夏の絶景山登り」（2009年7月14日） - 須黒清華と沢登りを体験。
- ウェルカムTV（2009年11月15日 - 2010年9月）
- 今夜完全決着!7大歴史ミステリーSP!!（2009年12月28日）
- 風になるまで走れ!2 〜爽快！おしゃれサイクリング〜（2010年3月7日） - 同日の日本選手権競輪決勝戦中継司会も担当。
- TXNニュース（2010年4月 - 2011年3月）
- 風になるまで走れ!3（2010年7月4日） - 同日の寬仁親王牌・世界選手権記念トーナメント決勝戦中継司会も担当。
- ニッポン戦略会議2010（2010年7月11日） - 開票キャスター
- 古代文明ミステリー たけしの新・世界七不思議（2011年1月7日） - ビートたけしと司会を担当。
- 恋する★コリア!（2011年5月 - 9月）
- ちょこっとイイコト 〜岡村ほんこん♥しあわせプロジェクト〜（2011年5月13日 - 2012年3月） - 「岡村隆史の結婚プロジェクト」進行役。
- プレミア音楽祭2011夏〜頑張ろう!にっぽんの歌〜（2011年7月1日） - アシスタント。
- 木曜8時のコンサート〜名曲!にっぽんの歌〜 → 金曜7時のコンサート〜名曲!にっぽんの歌〜（2011年10月 - 2016年9月） - 司会
- 家族になろう（よ）（2012年6月 - 9月） - 「芸能人結婚プロジェクト」の進行役。
- アラサーちゃん 無修正 第1話（2014年7月26日） - 占い番組ナレーション。
- 東急ジルベスターコンサート（2014年12月31日[17]・2015年12月31日[18]） - 司会
- 老い愛で子さんのご自愛ください。〜ポジティブエイジングメソッド〜（2016年6月） - 謎の女 役[19]
- 〜歌のワイドショー〜音楽の森（2016年10月 - 2017年3月） - 司会[20]
- 昼サテ（2019年1月7日 - 2019年3月26日） - 月曜日・火曜日メインキャスター
- よじごじDays（2019年4月1日 - 2020年3月27日） - 3代目メインパーソナリティー
- シナぷしゅ（2020年4月6日 - 2024年3月29日） - みーたんの声のほか、レギュラー番組開始時にはプロデューサーも担当していた。

#### BSジャパン → BSテレ東
- 新・日本百景100年後に残したい日本の姿（2007年12月29日 - 2008年1月2日、2009年）
- えいせい魂 シーズン1「みうらじゅんのゼッタイに出る授業」 - 学生 役
- デキビジ（2010年4月 - ）
- 知られざる国語辞書の世界 （2012年3月23日） - 又吉直樹とともに司会を担当。
- GRACE of JAPAN 〜自然の中の神々〜（2012年4月 - 2017年3月） - ナレーション
- 昭和は輝いていた（2013年6月4日・6月11日） - 須黒清華の代理出演。
- 美しき日本百景（2015年4月5日 - 2016年3月27日） - ナレーション
- 極上!お宝サロン 開運!なんでも鑑定団（2016年4月 - 2017年3月） - 進行アシスタント
- 東京パソコンクラブ 〜プログラミング女子のゼロからゲーム作り〜（2022年9月3日（2日深夜）） - ナレーション代理

#### その他
- アナテレビ（NHK総合、2023年5月3日） - この番組では、NHKから高瀬耕造（大阪放送局在籍）、日本テレビから水卜麻美、テレビ朝日から大下容子、TBSから安住紳一郎、フジテレビから伊藤利尋が出演[21]。

#### ラジオ
- PLASMA RADIO（InterFM） - 不定期出演
- おぎやはぎのメガネびいき（TBSラジオ、2013年6月27日） - 『ゴッドタン キス我慢選手権 THE MOVIE』監督の佐久間宣行とともにゲスト出演。

## 雑誌掲載
いずれも『ゴッドタン』とのコラボレーション企画で掲載。
- B.L.T. 2009年7月号（東京ニュース通信社）
- B.L.T. 2016年9月号（表紙：乃木坂46版）・2016年9月号増刊（表紙：欅坂46版）（東京ニュース通信社）[22]
- blt graph. vol.9（2016年、東京ニュース通信社）[22]

## 作品

### 短編小説
- Sweet Season（太田出版『Quick Japan』Vol.91にて発表）